# Dave Richardson
Dave Richardson (Corbridge (Northumberland), 20 augustus 1948) is een Engels folkmuzikant.
Hij is sinds 1973 lid van de Keltische groep The Boys of the Lough. Hij bespeelt verschillende instrumenten zoals, concertina, diatonic button-accordion, citer en mandoline.
In The Boys of the Lough nam hij de plaats in van Dick Gaughan.

## Discografie
- 1973 The Boys of the Lough - Second Album
- 1975 Live at Passim's
- 1976 Lochaber No More
- 1976 The Piper's Broken Finger
- 1977 Good Friends-Good Music
- 1978 Wish You Were Here
- 1980 Regrouped
- 1981 In the Tradition
- 1983 Open Road
- 1985 To Welcome Paddy Home
- 1986 Far From Home
- 1987 Farewell and Remember Me
- 1988 Sweet Rural Shade
- 1991 Finn McCoul
- 1992 Live at Carnegie Hall
- 1992 The Fair Hills of Ireland
- 1994 The Day Dawn
- 1999 Midwinter Night's Dream
- 2002 Lonesome Blues and dancing shoes
- 2005 Twenty